# Oradour-Saint-Genest
Oradour-Saint-Genest (okzitanisch: Orador Sent Genès) ist eine französische Gemeinde mit 354 Einwohnern (Stand: 1. Januar 2022) im Département Haute-Vienne in der Region Nouvelle-Aquitaine.

## Geographie
Durch Oradour-Saint-Genest fließt die Brame. Zwischen Norden und Süden verläuft die Eisenbahnstrecke Poitiers–Limoges und im Süden der Gemeindegemarkung die Fernstraße D942. Nachbargemeinden sind
- Lathus-Saint-Rémy im Nordwesten,
- Azat-le-Ris im Norden,
- La Bazeuge im Nordosten,
- Dinsac im Osten,
- Le Dorat im Südosten,
- Saint-Sornin-la-Marche im Süden,
- Val-d’Oire-et-Gartempe mit Darnac im Westen und Thiat im Nordwesten.

## Geschichte
Während der Französischen Revolution hieß die Ortschaft „Oradour-sur-Brame“.

### Bevölkerungsentwicklung
| Jahr      | 1962 | 1968 | 1975 | 1982 | 1990 | 1999 | 2008 | 2013 |
| --------- | ---- | ---- | ---- | ---- | ---- | ---- | ---- | ---- |
| Einwohner | 696  | 627  | 586  | 493  | 466  | 392  | 396  | 370  |

## Sehenswürdigkeiten
- Totenleuchte
- Kirche Saint-Genest
- Schlösser Château de la Rivaillerie, Château de Chiron und Château de la Périère

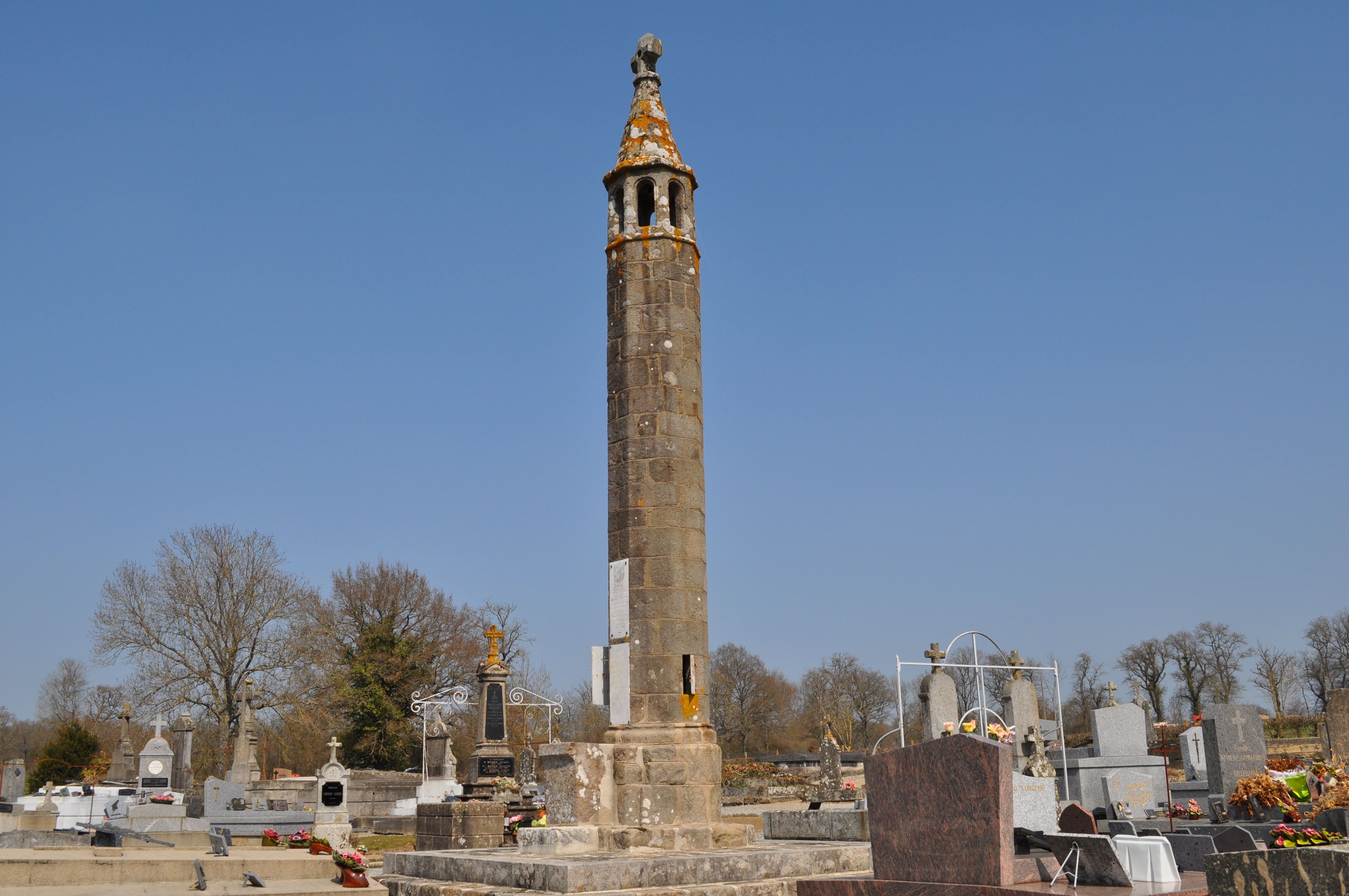
Totenleuchte